# Martyna Koc
Martyna Joanna Koc (Wołomin, 10 luglio 1983) è una cestista polacca.

## Carriera
Con la Polonia ha disputato i Campionati europei del 2015.